# عاصم بن عمر
عاصم بن عمر (به عربی: عاصم بن عمر؛ ۶۸۹–۶۲۸) پسر خلیفه دوم عمر بن خطاب و همسرش جمیله بنت ثابت بود. او یکی از راویان معروف حدیث بود.